# کیاده
کیاده، روستایی است از توابع بخش چهاردانگه شهرستان ساری در استان مازندران ایران. فاصلۀ تقریبی این روستا از شهر ساری ۶۵ کیلومتر می‌باشد.

## جمعیت
این روستا در دهستان چهاردانگه قرار داشته و بر اساس آخرین سرشماری مرکز آمار ایران که در سال ۱۳۹۵ صورت گرفته، جمعیت آن ۵۴نفر (۱۹خانوار) بوده‌است.